# 大马古城址
大马古城址位于中国山西省运城市闻喜县畖底镇东大马村东、西大马村北、栗村与下官张村南范围内。

## 保护
2021年8月4日，大马古城址公布为第六批山西省文物保护单位，古遗址类，年代为东周至汉，编号6-26。	